# Eutrichocampa
Eutrichocampa és un gènere de diplurs de la família Campodeidae. Hi ha 6 espècies descrites a Eutrichocampa.

## Taxonomia
Aquestes 6 espècies pertanyen al gènere Eutrichocampa:
- Eutrichocampa aegea Silvestri, 1932 g
- Eutrichocampa collina Ionescu, 1955 g
- Eutrichocampa helvetica Wygodzinski, 1941 g
- Eutrichocampa hispanica Silvestri, 1932 g
- Eutrichocampa remyi Conde, 1947 g
- Eutrichocampa thamugadensis Condé, 1948 g

Fonts de les dades: i = ITIS, c = Catalogue of Life, g = GBIF, b = Bugguide.net